# Austrolestes annulosus
Austrolestes annulosus är en trollsländeart som först beskrevs av Selys 1862.  Austrolestes annulosus ingår i släktet Austrolestes och familjen glansflicksländor. Inga underarter finns listade i Catalogue of Life.

## Bildgalleri

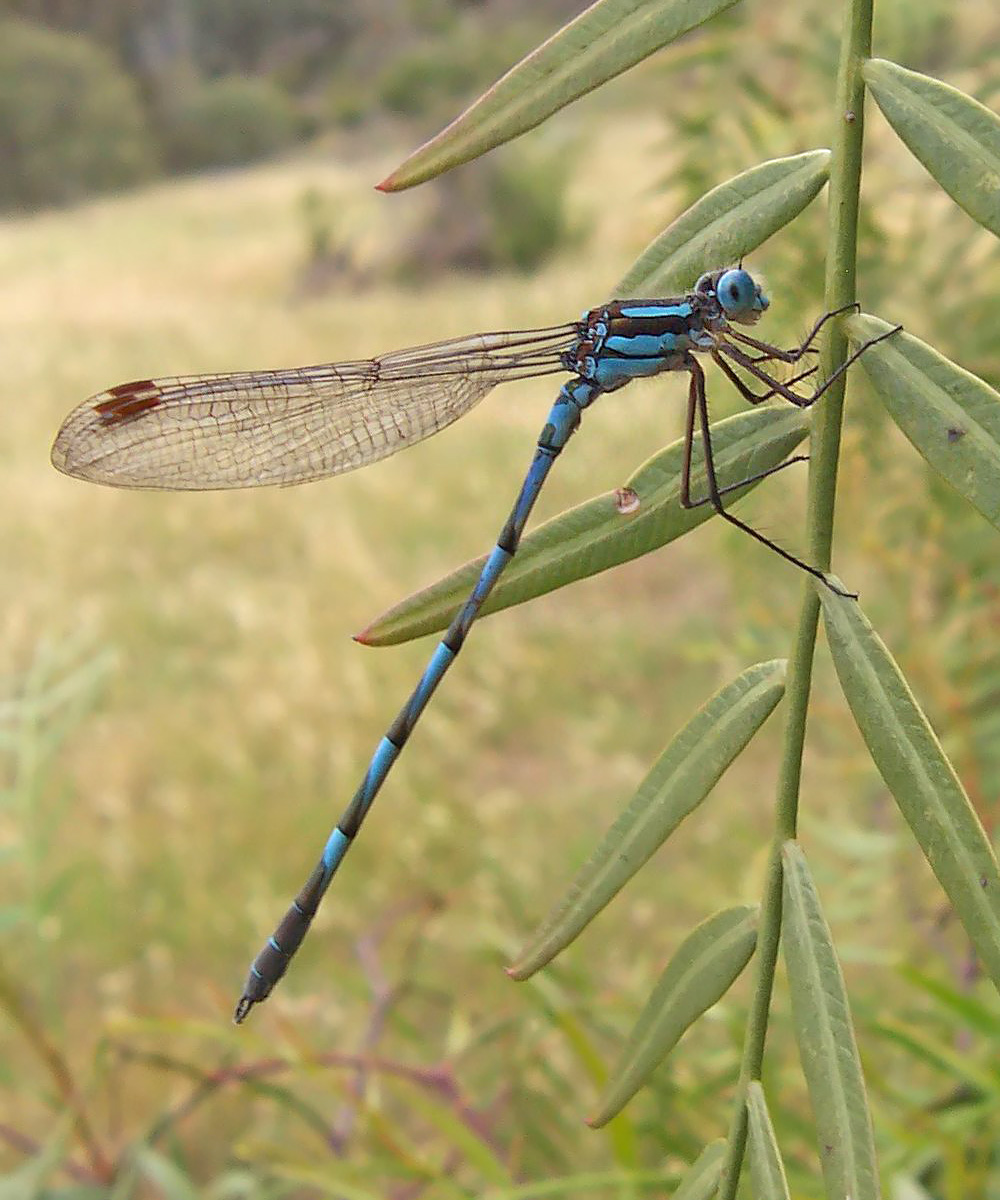
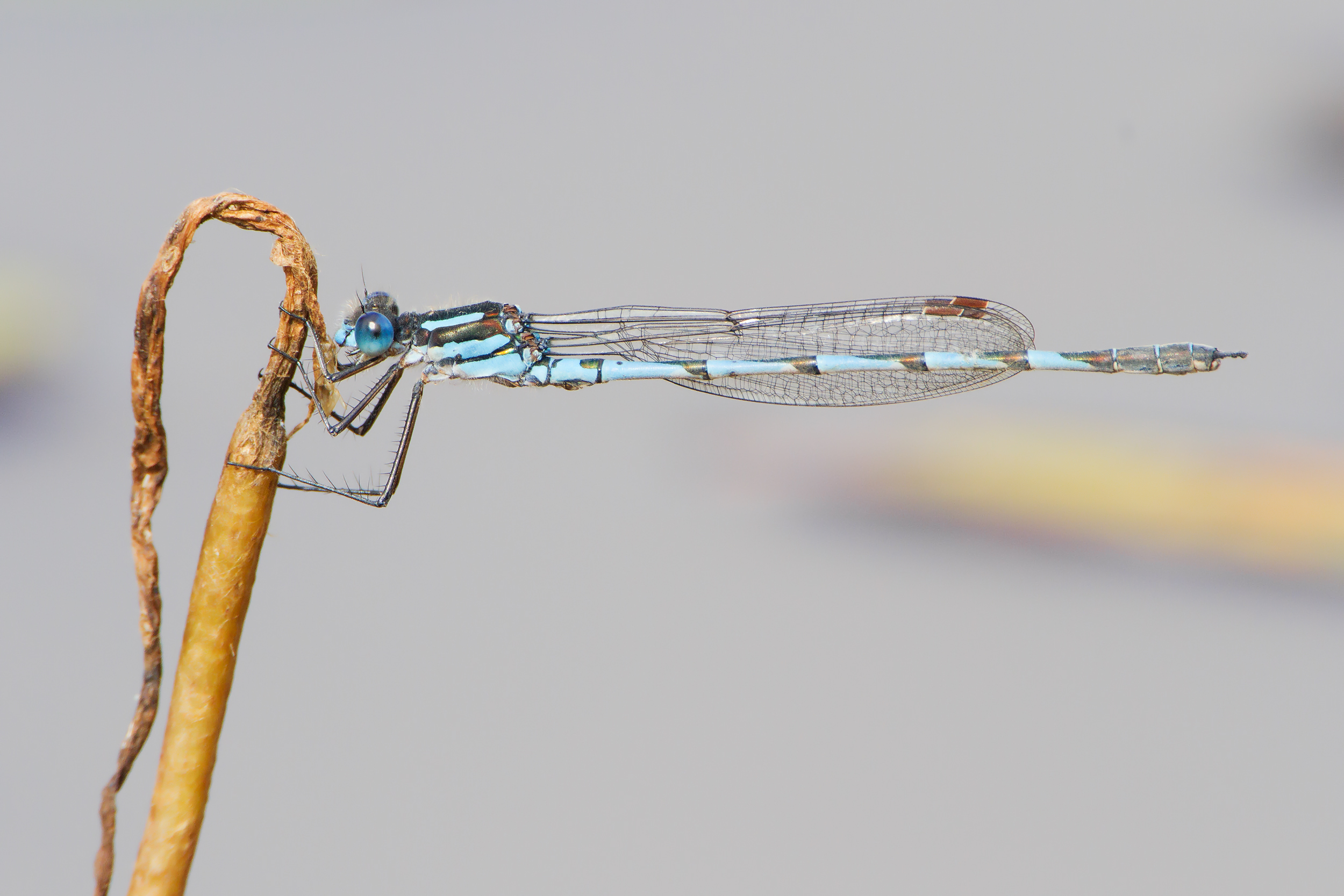
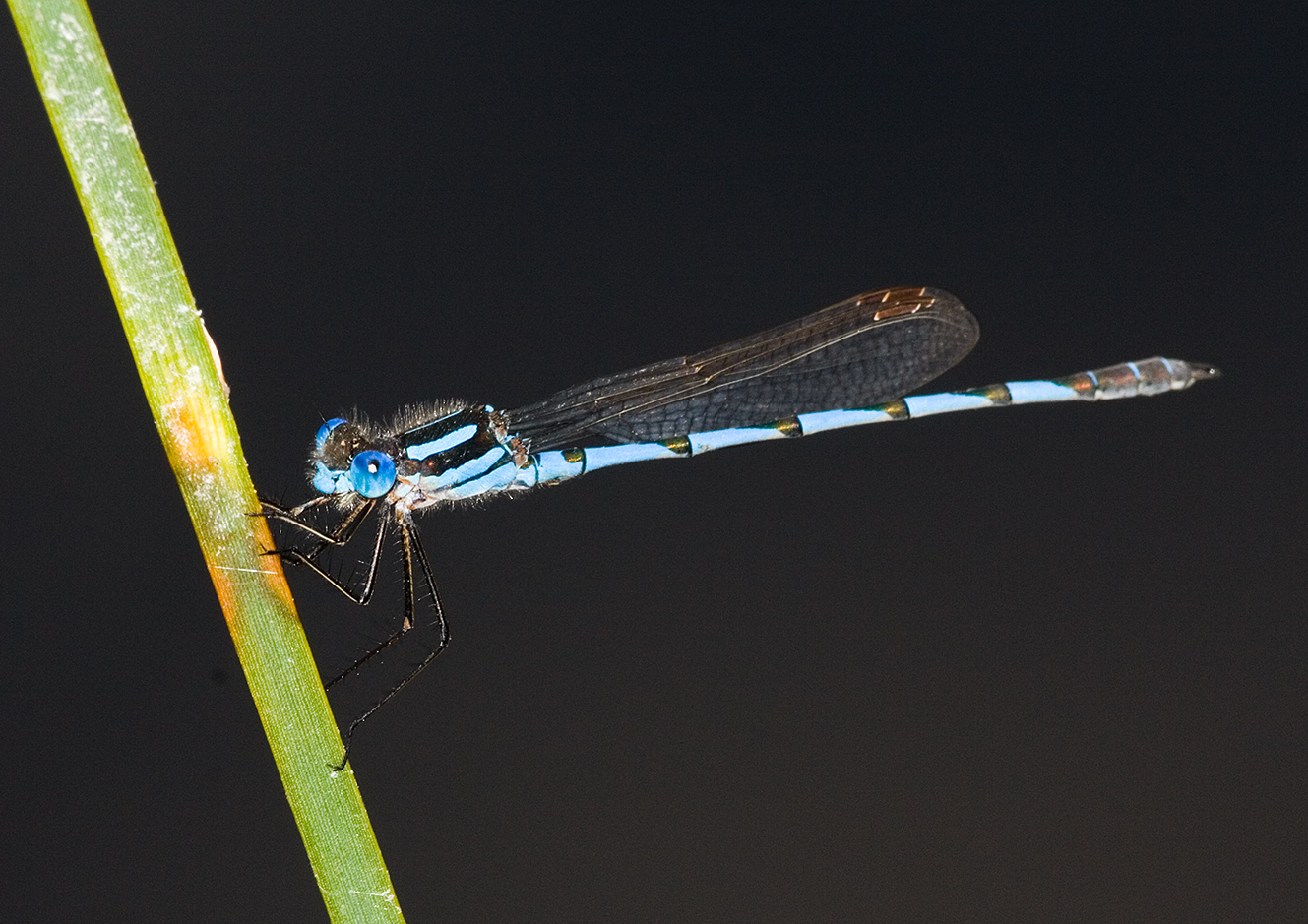
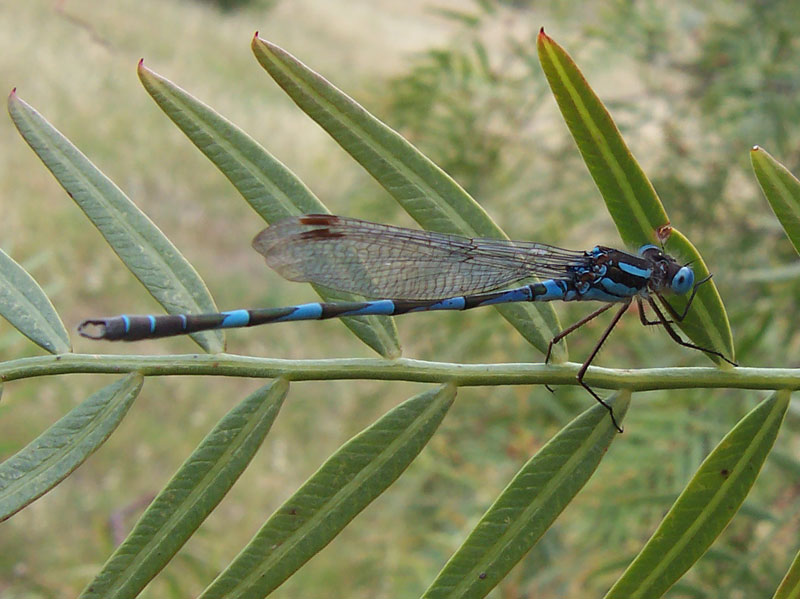